# Грузька (притока Полудниці)
Грузька — річка в Україні, у Іванківському районі Київської області. Права притока Полудниці (басейн Прип'яті).

## Опис
Довжина річки приблизно 2,5 км.

## Розташування
Бере початок на північному сході від Полідарівки в урочищі Рудокопи. Тече переважно на північний захід і впадає у річку Полудницю, праву притоку Вересні.